# Michele d'Auria
Michele d'Auria (né en 1957 à Ascoli Satriano en Italie) est un médecin d'Emmaüs vivant en France, il a aussi été pendant 5 ans le médecin particulier de l'abbé Pierre.

## Biographie
Michele d'Auria est né à Ascoli Satriano, dans la province de Foggia dans les Pouilles en Italie en 1957. C'est là qu'il a suivi sa scolarité primaire dans un établissement religieux. Il est aussi l'avant-dernier d'une famille de cinq enfants.
Âgé de 13 ans, il part poursuivre ses études à Milan où il retrouve son frère aîné et sa sœur. Il entre alors au lycée classique puis à la faculté de médecine.
Il obtient le diplôme de médecin-chirurgien en 1985 puis exerce jusqu'en 1990 à Milan où il ouvre deux cabinets médicaux dans la ville et sa périphérie.
Voulant élargir son activité médicale, il fait à partir de 1986 plusieurs voyages en Afrique du Sud où il s'installe en 1991. Il devient alors médecin au service des grands brûlés au Baraguanath Hospital à Soweto.
C'est là que son jeune frère Lucio, en fuite, lui apprend qu'ils font l'objet des mêmes poursuites en Italie pour des hold-up datant de 1990.
Michele d'Auria, qui est innocent, ne peut pas se rendre en Italie afin de le prouver car il serait obligé de dénoncer son frère Lucio, en cavale, ce qu'il n'envisage pas.
Après la mort de son frère, en 1994, il était devenu juridiquement impossible pour lui, car tardif, de prouver son innocence par des preuves matérielles (passeport démontrant son absence lors des faits).
Il décide alors de poursuivre sa vie de médecin hors d'Italie et sous le nom d'Antonio Canino.
Il effectue pour le compte de Médecins du monde, en 1993, une mission difficile au Soudan, en guerre.
C'est en 1995 qu'il intègre l'association Emmaüs où il coordonne les actions santé.
Il assure aussi depuis cette date des consultations au cabinet médical de l'association implanté dans le 14e arrondissement de Paris.
Il est ensuite le médecin particulier de l'abbé Pierre pendant 5 ans, avant d'être rattrapé par la justice en 2002 : il est alors menacé d'extradition vers l'Italie mais il arrive à prouver son innocence grâce à des passeports où des visas montrant qu'il se trouvait en Afrique du Sud et en Turquie quand les hold-up ont été commis.
Ce n'est qu'en 2005, après deux grèves de la faim, qu'il peut réintégrer l'Ordre des médecins qui l'avait radié de sa liste pour utilisation d'un faux nom.
En février 2015, Michele d'Auria se lance dans la diplomatie internationale avec le projet Humanitary Power[réf. nécessaire]. Il publie en 2017 un livre qui lui est associé : « Quelle place pour l’humain dans les relations internationales ? » aux éditions Temporis.